# Niceforonia brunnea
Niceforonia brunnea is een kikker uit de familie Strabomantidae en werd voor het eerst wetenschappelijk beschreven door Lynch in 1975. De soort komt voor op 2 verschillende plekken in Ecuador op hoogtes van 3200 meter boven het zeeniveau. Niceforonia brunnea wordt bedreigd door het verlies van habitat.